# Ed Westcott
Pour les articles homonymes, voir Westcott.
James Edward Westcott (né le 20 janvier 1922 à Chattanooga dans le Tennessee et mort le 29 mars 2019 à Oak Ridge (Tennessee)) est un photographe américain surtout connu pour ses photos des laboratoires de recherche militaire à Oak Ridge au Tennessee pendant le projet Manhattan et la guerre froide. 
On lui doit en effet une série de photos qui constitue l'essentiel des mémoires photographiques des activités de construction et de recherche de ce milieu à accès contrôlé, car il faisait partie d'un petit groupe de personnes ayant l'autorisation d'utiliser un appareil photographique à Oak Ridge.

## Biographie
Ed Westcott est né le 20 janvier 1922 à Chattanooga dans le Tennessee, fils de Jamie et Lucille Westcott, et a déménagé à Nashville avec sa famille alors qu'il était enfant. Après qu'Ed ait exprimé son intérêt pour la photographie, son père a économisé pendant un an pour lui acheter un appareil photo Foth Derby au prix de 25 $. Le cadeau de cet appareil photo en 1934, année de la dépression, a mis le jeune Ed sur la voie de sa future carrière. Pendant son adolescence, il s'est lancé dans le développement de films pour des amis et des voisins et a travaillé dans plusieurs studios de portrait à Nashville.
En 1942, il rejoint le Corps du génie de l'armée des États-Unis en tant que photographe dans le district de Nashville du Corps. Son travail pour le corps d'armée l'envoya dans la région pour créer une documentation photographique de plusieurs barrages, d'un site du Tennessee qui devint plus tard un camp de prisonniers de guerre, ainsi que de l'aéroport et d'autres installations situées à Fort Campbell, à la frontière entre le Tennessee et le Kentucky.
Il est le photographe officiel à Oak Ridge (Tennessee), la ville où était enrichie l'uranium pour le Projet Manhattan. Il était la seule personne autorisée à prendre des photos dans la ville. Trois photographes officiels étaient autorisés pour documenter la vie dans les lieux du Projet Manhattan. À Oak Ridge, il documente la construction des Y-12 National Security Complex, K-25, S-50 et X-10.
Après la guerre, il demeure le photographe officielle du gouvernement à Oak Ridge pour les nouveaux projets en développement.
Il a une fille et quatre garçons.
En 2005, il a une crise cardiaque. Il est mort le 29 mars 2019 à Oak Ridge à l'âge de 97 ans.

## Utilisations des photos
Trois photographies de Westcott réalisées pour la Commission américaine de l'énergie atomique (1953) sont reproduites sur l'album de Jack White : Entering Heaven Alive, 2022.

## Prix et distinctions
- Rue et centre commercial à Oak Ridge nommés en son honneur[3]
- 2019: Nommé pour la Médaille présidentielle de la Liberté[4]
- Journée Ed Westcott[3]

## Galerie

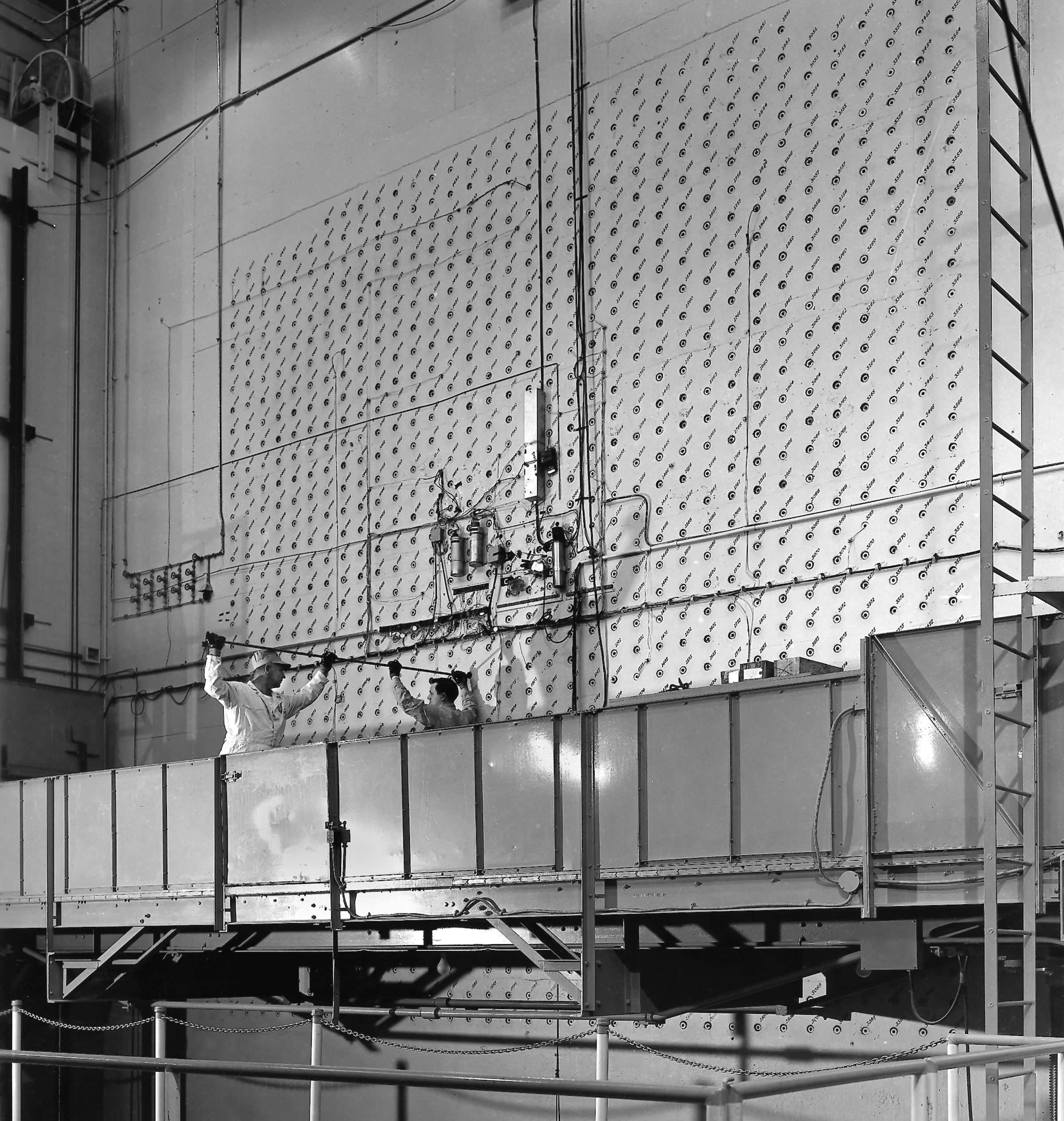
Face avant du réacteur graphite X-10 à Oak Ridge (Tennessee) vers 1943.
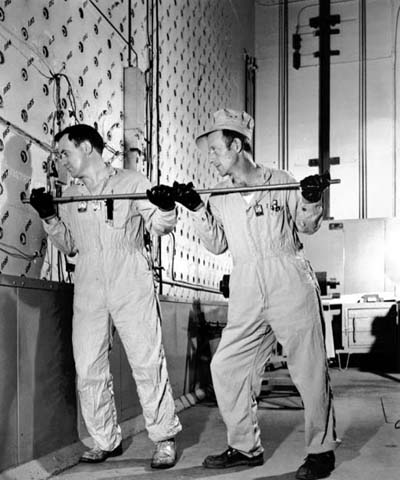
Ouvriers utilisant une tige pour pousser des barres d’uranium dans la face de chargement en béton du réacteur graphite X-10.
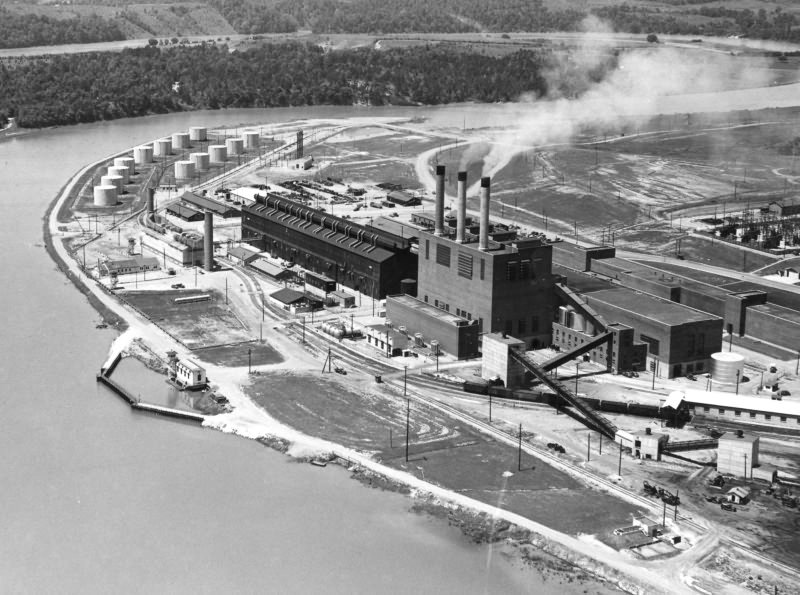
Vue aérienne de l'installation S-50 (bâtiment noir) située derrière la centrale thermique K-25 d'Oak Ridge (avec les cheminées) en 1945.
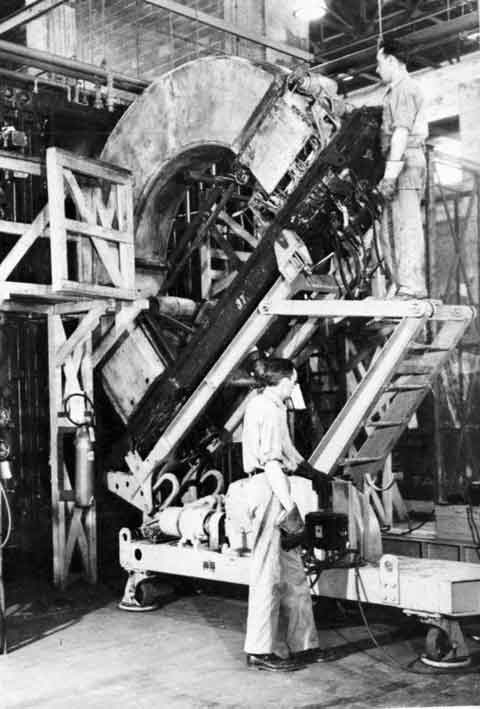
Réservoir extrait d'un calutron de première génération pour en recueillir l'uranium 235.
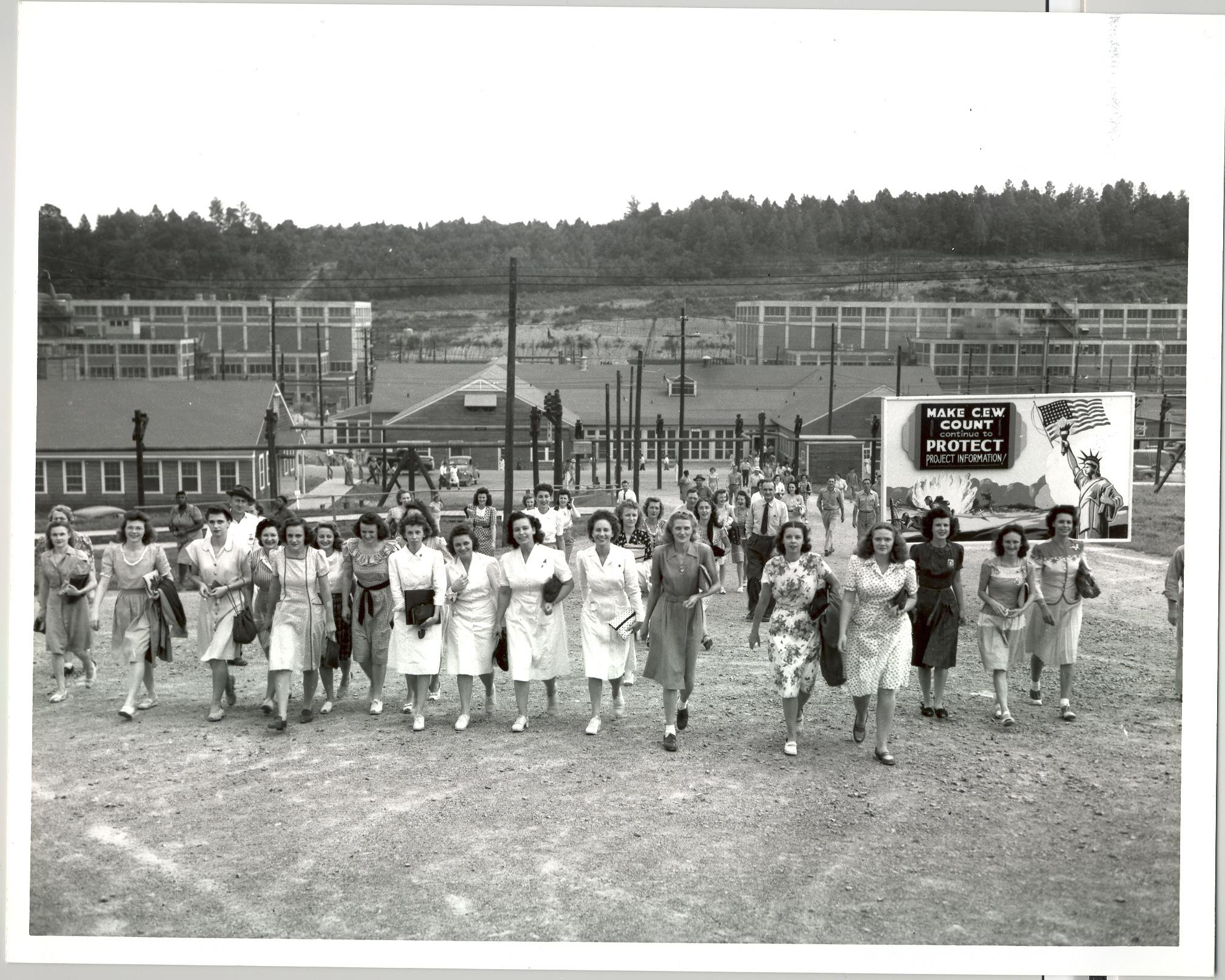
Changement d'équipe au Y-12 National Security Complex à Oak Ridge pendant le projet Manhattan. Sur le panneau d’affichage : « make CEW Count -- Continue to protect project information » (continuez à protéger les informations du projet.).
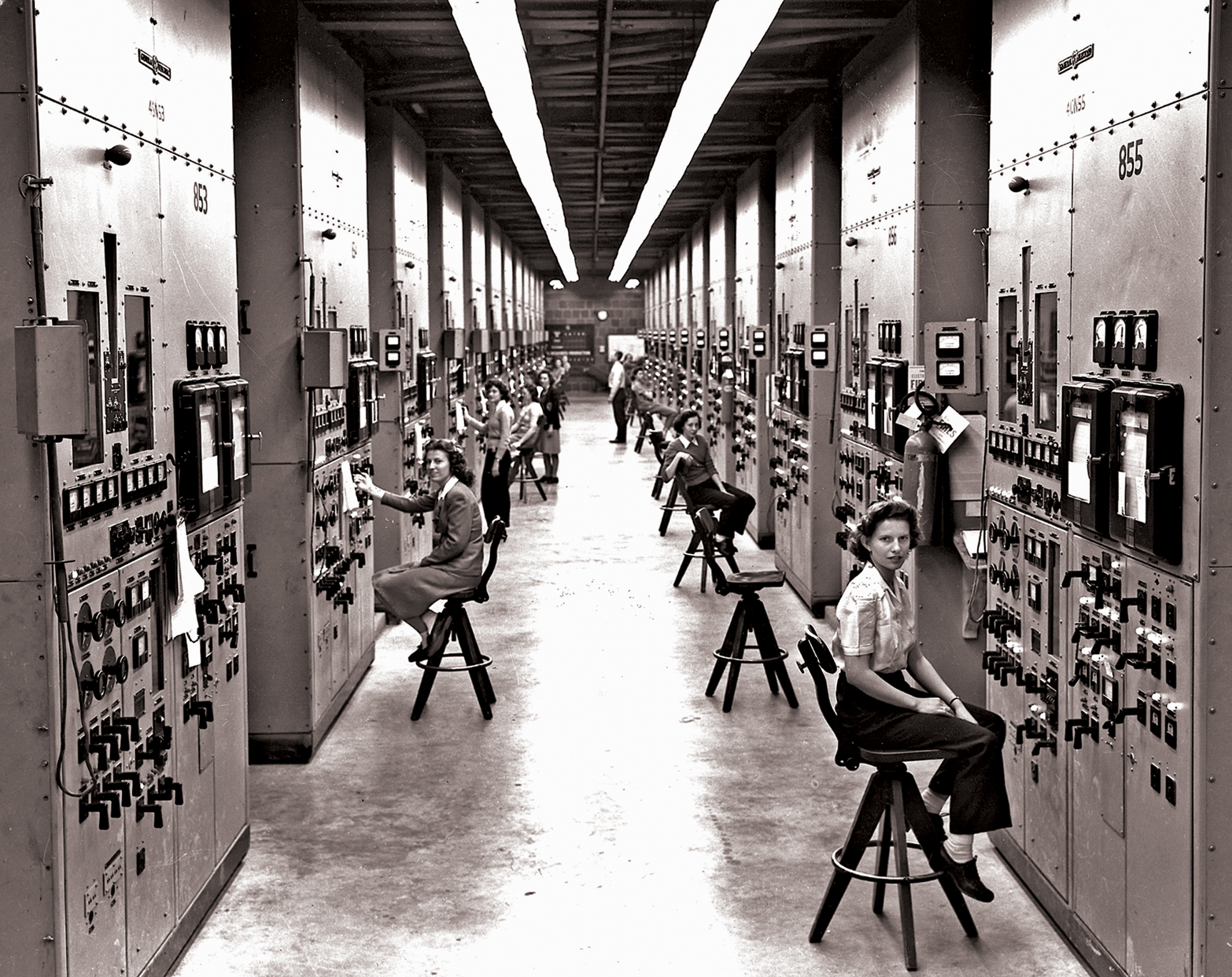
Opératrices de calutron du Y-12 National Security Complex (vers 1943-1945).
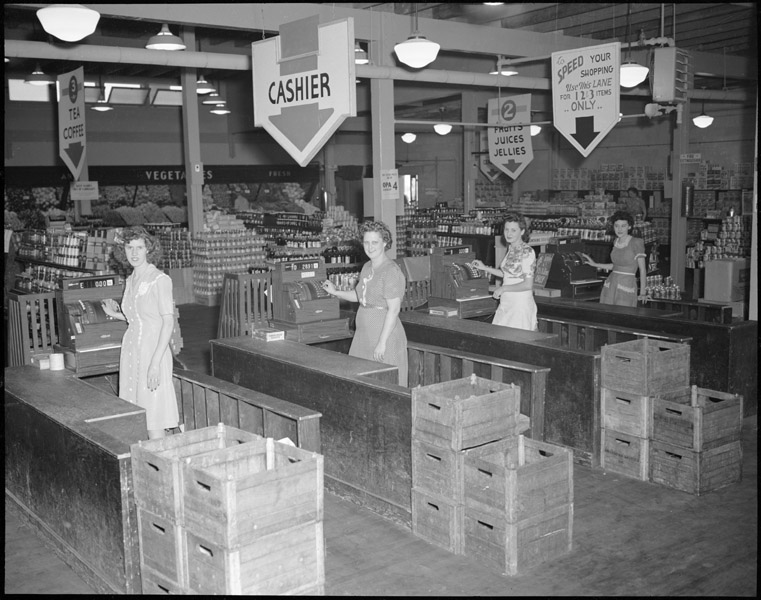
Supermarché à Oak Ridge nommé « Tulip Town Market, Grove Center » (1945).
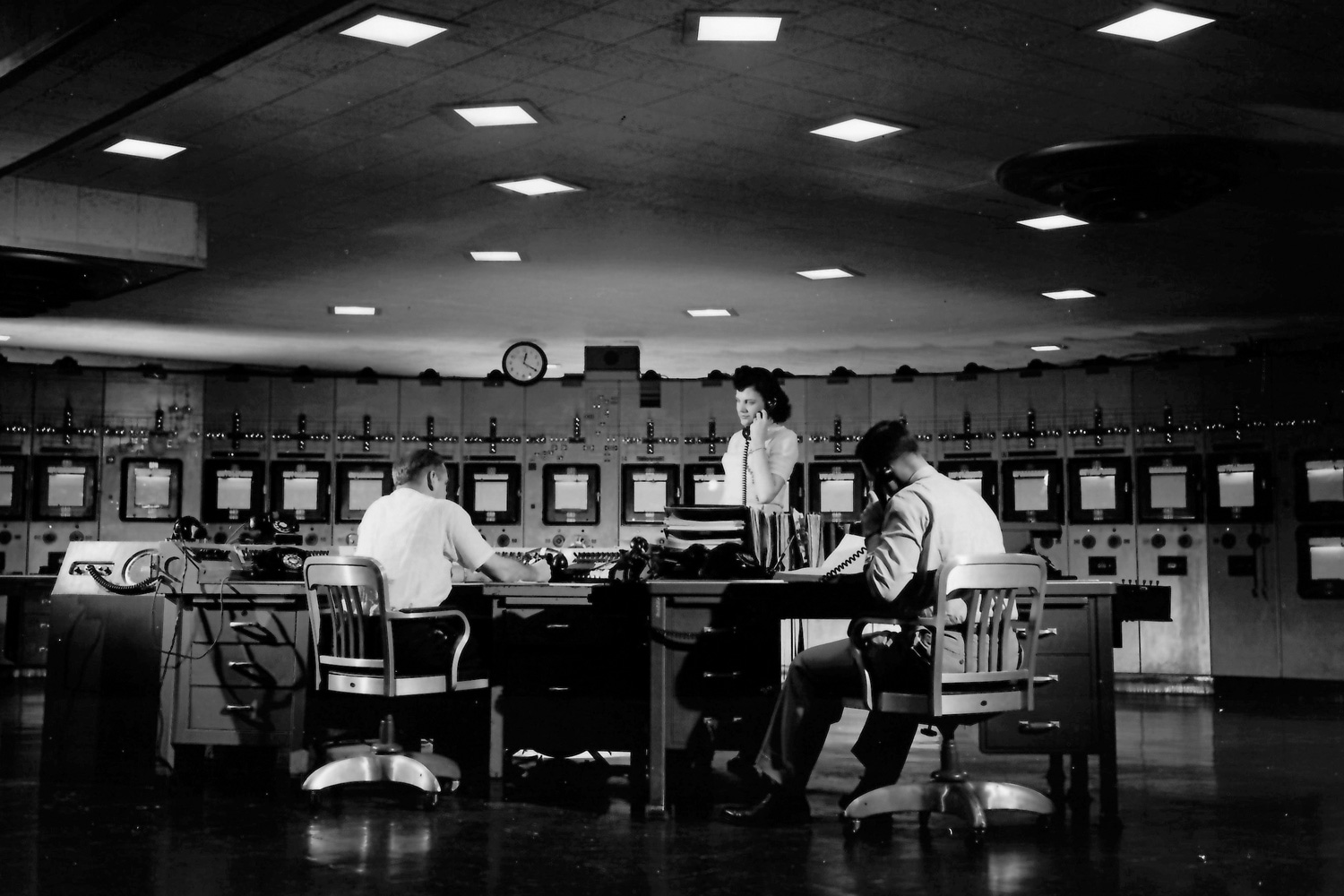
Salle de contrôle de la centrale K-25 (vers 1946).